# Antonina Gordon-Górecka

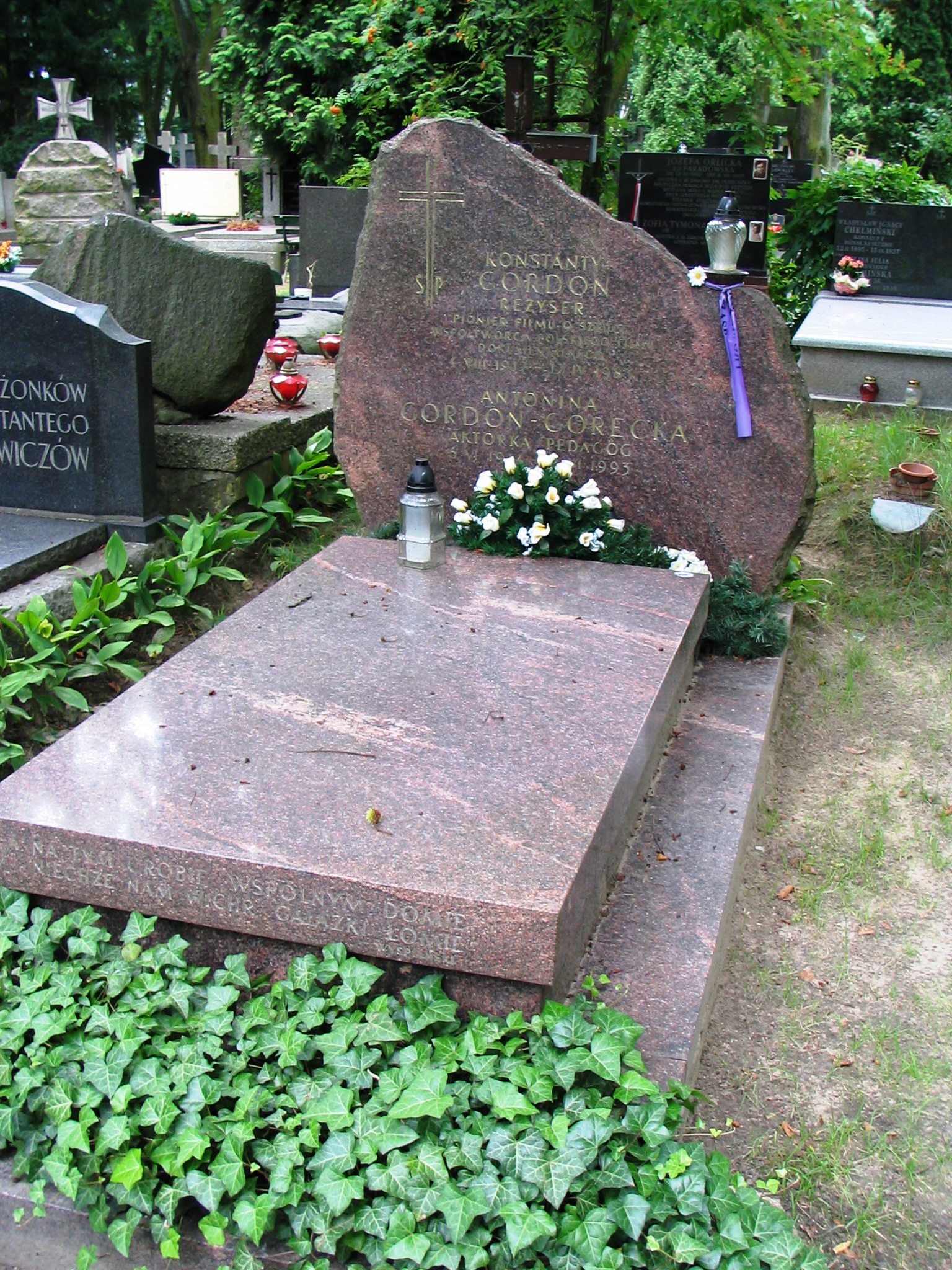
Grób Antoniny Gordon-Góreckiej i jej męża Konstantego na cmentarzu Wojskowym na Powązkach

Antonina Rozalia Salomea Gordon-Górecka (ur. 6 czerwca 1914 w Krakowie, zm. 12 czerwca 1993 w Warszawie) – polska aktorka teatralna, filmowa i radiowa.

## Życiorys
Córka Andrzeja. W 1938 r. rozpoczęła studia aktorskie w Państwowym Instytucie Sztuki Teatralnej w Warszawie. Ukończyła je w czasie II wojny światowej, w warunkach konspiracyjnych (1941). Debiutowała po wojnie rolą Kasi w Weselu, reż. Jacka Woszczerowicza na scenie Teatru Wojska Polskiego w Łodzi.
Była wykładowcą na łódzkiej PWSFTviT i warszawskiej PWST.
Jej mężem był Konstanty Gordon. Oboje spoczywają na cmentarzu Wojskowym na Powązkach (kwatera A19-1-17).

## Teatr
- Teatr Wojska Polskiego w Łodzi: 1945–1946
- Teatr Śląski im. Stanisława Wyspiańskiego: 1946–1947
- Teatr im. Juliusza Słowackiego w Krakowie: 1947–1948
- Teatr Rozmaitości w Warszawie: 1948–1949
- Teatr Nowy w Łodzi: 1950–1953
- Teatr Ateneum w Warszawie: 1953–1957
- Teatr Współczesny w Warszawie: 1958–1993

## Filmografia
- 1947: Ostatni etap – Anna
- 1953: Przygoda na Mariensztacie – dyrektor naczelna przedsiębiorstwa
- 1953: Żołnierz zwycięstwa – robotnica, nie została wymieniona w czołówce
- 1954: Autobus odjeżdża 6.20 – Batorska
- 1956: Pożegnanie z diabłem – Gilowa
- 1964: Beata – Rybczyńska
- 1967: Julia, Anna, Genowefa – dyrektor Rutowiczowa
- 1970: Kolumbowie – matka Jerzego
- 1973: Sekret – profesorowa Stefania Lewicka
- 1975: Dyrektorzy – Helena Wanadowa, żona Ludwika (odc. 3, 6)
- 1977: Rytm serca – Izabella, żona Kamila
- 1979: Niewdzięczność – matka Elżbiety
- 1979: Tu zaszła zmiana – matka Elżbiety
- 1980: Nic nie stoi na przeszkodzie – Marta
- 1986: Zaproszenie – Anna
- 1986: Życie wewnętrzne – Mama
- 1987: Sonata marymoncka – matka Kamińskiego
- 1988: Amerykanka – starsza zakonnica
- 1988: Serenite – ciotka Amelia
- 1993: Ładna historia – pani de Trevillac

## SpektakleTeatru Telewizji
- 1960: Powrót o siódmej
- 1961: Don Alvares albo niesforna w miłości kompanija
- 1961: Hotel Astoria
- 1961: Zatrzaśnij ostatnie drzwi
- 1961: Zegarek – pani
- 1962: Krosienka – Spokojska
- 1962: Szklanka wody
- 1962: Świętoszek – Elmira
- 1963: Lato w Nohant – George Sand
- 1964: Mąż i żona – Elwira
- 1965: Adwokat i róże - dama
- 1966: Ostatni
- 1969: Niemcy - pani Soerensen
- 1969: W małym domku - sędzina
- 1971: Kwiaty dla matki - Elżbieta
- 1971: Profesja pani Warren - pani Warren
- 1971: Wesele - radczyni
- 1972: Otworzyć serce - docent
- 1972: Złoty sznur - pani Phelps
- 1973: Akwarium 2 - Janina Ryba
- 1974: Stworzenie świata - nauczycielka
- 1976: Goście
- 1976: Rozbitki - Szambelanicowa
- 1976: Sidła - matka Bogdalskiej
- 1976: Weteran i Pani - Teresa
- 1977: Pierwsze ostrzeżenie - baronowa
- 1977: Zagmatwana sytuacja - Angelika Haczykowa
- 1978: Osobne stoliki - pani Railton-Bell
- 1979: Tu zaszła zmiana
- 1980: Zegarek - pani
- 1981: Wesele - radczyni
- 1993: Ładna historia - pani de Trevillac

Źródło:.

## Ordery i odznaczenia
- Krzyż Oficerski Orderu Odrodzenia Polski (1977)
- Złoty Krzyż Zasługi (15 lipca 1954)[4]
- Medal 10-lecia Polski Ludowej (19 stycznia 1955)[5]
- Odznaka 1000-lecia Państwa Polskiego (1967)[6]
- Odznaka honorowa „Za Zasługi dla Warszawy” (1977)

## Nagrody
- 1955: Wyróżnienie Podkomitetu Literatury i Sztuki Nagrody Państwowej za rolę Julii Pawłowny w sztuce Ostrowskiego Ostatnia ofiara (1955)[7]
- 1956: Nagroda Polskiego Radia
- 1959: Nagroda Radia i Tv za kreację aktorską w słuchowisku Gwiazdy na nitce
- 1968: Nagroda Przewodniczącego Komitetu ds. Radia i Telewizji I stopnia za role w teatrze PR
- 1969: Nagroda Polskiego Radia
- 1977: Nagroda Przewodniczącego Komitetu ds. Radia i Telewizji I stopnia za wybitne kreacje aktorskie w teatrze TV
- 1977: Nagroda Ministra Kultury i Sztuki I stopnia za wybitne osiągnięcia aktorskie
- 1980: Nagroda jury Festiwalu Polskiej Twórczości Telewizyjnej w Olsztynie za rolę w filmie Niewdzięczność i za rolę w spektaklu Zegarek
- 1981: Nagroda na XXI Kaliskich Spotkaniach Teatralnych za rolę w Weselu w konkursie spektakli Teatru Tv